# Corynura callicladura
Corynura callicladura är en biart som först beskrevs av Cockerell 1918.  Corynura callicladura ingår i släktet Corynura och familjen vägbin. Inga underarter finns listade i Catalogue of Life.